# Clwyd South (circonscription du Parlement britannique)
Ne doit pas être confondu avec Clwyd South (circonscription galloise).
Circonscription parlementaire de la 

Chambre des communes
Clwyd South est une ancienne circonscription électorale britannique située au pays de Galles. Elle existe de 1997 à 2024.

## Députés
| Election | Election | Membres          | Parti        | Portrait |
| -------- | -------- | ---------------- | ------------ | -------- |
|          | 1997     | Martyn Jones     | Labour       |          |
|          | 2010     | Susan Elan Jones | Labour       |          |
|          | 2019     | Simon Baynes     | Conservateur |          |

## Élections

### Élections dans les années 2010
| Élections générales de 2017: Clwyd South |                    |                          |        |      |       |
| Parti                                    | Parti              | Candidat                 | Votes  | %    | ±     |
|                                          | Labour             | Susan Elan Jones         | 19,002 | 50.7 | +13.5 |
|                                          | Conservateur       | Simon Baynes             | 14,646 | 39.1 | +8.7  |
|                                          | Plaid Cymru        | Christopher Allen        | 2,292  | 6.1  | -4.2  |
|                                          | UKIP               | Jeanette Bassford-Barton | 802    | 2.1  | -13.5 |
|                                          | Libéral Démocrates | Bruce Roberts            | 731    | 2.0  | -1.8  |
| Majorité                                 | Majorité           | Majorité                 | 4,356  | 11.6 | +4.7  |
| Participation                            | Participation      | Participation            | 37,473 | 68.9 | +5.1  |
|                                          | Labour hold        | Labour hold              | Swing  | +2.4 |       |

| Élections générales de 2015: Clwyd South, |                    |                  |        |      |       |
| Parti                                     | Parti              | Candidat         | Votes  | %    | ±     |
|                                           | Labour             | Susan Elan Jones | 13,051 | 37.2 | −1.2  |
|                                           | Conservateur       | David Nicholls   | 10,649 | 30.4 | +0.2  |
|                                           | UKIP               | Mandy Jones      | 5,480  | 15.6 | +13.3 |
|                                           | Plaid Cymru        | Mabon ap Gwynfor | 3,620  | 10.3 | +1.6  |
|                                           | Libéral Démocrates | Bruce Roberts    | 1,349  | 3.8  | −13.4 |
|                                           | Green              | Duncan Rees      | 915    | 2.6  | N/A   |
| Majorité                                  | Majorité           | Majorité         | 2,402  | 6.9  | -1.3  |
| Participation                             | Participation      | Participation    | 35,064 | 63.8 | −0.7  |
|                                           | Labour hold        | Labour hold      | Swing  | −0.7 |       |

| Élections générales de 2010: Clwyd South, |                    |                  |        |      |      |
| Parti                                     | Parti              | Candidat         | Votes  | %    | ±    |
|                                           | Labour             | Susan Elan Jones | 13,311 | 38.4 | −6.8 |
|                                           | Conservateur       | John Bell        | 10,477 | 30.2 | +4.8 |
|                                           | Libéral Démocrates | Bruce Roberts    | 5,965  | 17.2 | +1.7 |
|                                           | Plaid Cymru        | Janet Ryder      | 3,009  | 8.7  | −0.8 |
|                                           | BNP                | Sarah Hynes      | 1,100  | 3.2  | +3.2 |
|                                           | UKIP               | Nick Powell      | 819    | 2.4  | +0.4 |
| Majorité                                  | Majorité           | Majorité         | 2,834  | 8.2  | N/A  |
| Participation                             | Participation      | Participation    | 34,681 | 64.5 | +3.3 |
|                                           | Labour hold        | Labour hold      | Swing  | −5.8 |      |

### Élections dans les années 2000
| Élections générales de 2005: Clwyd South |                    |                 |        |      |      |
| Parti                                    | Parti              | Candidat        | Votes  | %    | ±    |
|                                          | Labour             | Martyn Jones    | 14,808 | 45.0 | −6.4 |
|                                          | Conservateur       | Tom Biggins     | 8,460  | 25.7 | +0.9 |
|                                          | Libéral Démocrates | Deric Burnham   | 5,105  | 15.5 | +5.3 |
|                                          | Plaid Cymru        | Mark Strong     | 3,111  | 9.4  | −2.5 |
|                                          | Forward Wales      | Alwyn Humphreys | 803    | 2.4  | +2.4 |
|                                          | UKIP               | Nick Powell     | 644    | 2.0  | +0.4 |
| Majorité                                 | Majorité           | Majorité        | 6,348  | 19.3 | N/A  |
| Participation                            | Participation      | Participation   | 32,931 | 62.9 | +0.5 |
|                                          | Labour hold        | Labour hold     | Swing  | −3.7 |      |

| Élections générales de 2001: Clwyd South |                    |                   |        |      |       |
| Parti                                    | Parti              | Candidat          | Votes  | %    | ±     |
|                                          | Labour             | Martyn Jones      | 17,217 | 51.4 | −6.7  |
|                                          | Conservateur       | Tom Biggins       | 8,319  | 24.8 | +1.8  |
|                                          | Plaid Cymru        | Dyfed Edwards     | 3,982  | 11.9 | +5.5  |
|                                          | Libéral Démocrates | David Griffiths   | 3,426  | 10.2 | +0.9  |
|                                          | UKIP               | Edwina Theunissen | 552    | 1.6  | N/A   |
| Majorité                                 | Majorité           | Majorité          | 8,898  | 26.6 | N/A   |
| Participation                            | Participation      | Participation     | 33,496 | 62.4 | −11.2 |
|                                          | Labour hold        | Labour hold       | Swing  | N/A  |       |

### Élections dans les années 1990
| Élections générales de 1997: Clwyd South |                                  |                    |        |      |      |
| Parti                                    | Parti                            | Candidat           | Votes  | %    | ±    |
|                                          | Labour                           | Martyn Jones       | 22,901 | 58.1 | +8.4 |
|                                          | Conservateur                     | Boris Johnson      | 9,091  | 23.1 | -7.2 |
|                                          | Libéral Démocrates               | Andrew Chadwick    | 3,684  | 9.4  | -1.7 |
|                                          | Plaid Cymru                      | Gareth V. Williams | 2,500  | 6.3  | -1.6 |
|                                          | Référendum                       | Alex Lewis         | 1,207  | 3.1  | N/A  |
| Majorité                                 | Majorité                         | Majorité           | 13,810 | 35.0 | N/A  |
| Participation                            | Participation                    | Participation      | 39,383 | 73.6 | N/A  |
|                                          | Labour Vainqueur (nouveau siège) |                    |        |      |      |